# Wilson Waigwa
Wilson Waigwa (* 15. Februar 1949) ist ein ehemaliger kenianischer Mittel- und Langstreckenläufer.
1978 gewann er über 1500 m Silber bei den Afrikaspielen in Algier und wurde Fünfter bei den Commonwealth Games in Edmonton.
1984 wurde er bei den Crosslauf-Weltmeisterschaften in East Rutherford Fünfter und über 5000 m bei den Olympischen Spielen in Los Angeles Zehnter.
Bei den Leichtathletik-Hallenweltmeisterschaften 1987 in Indianapolis schied er über 3000 m im Vorlauf aus.
1982 wurde er Englischer Meister über 5000 m. Für die University of Texas at El Paso startend wurde er 1977 NCAA-Hallenmeister im Meilenlauf und NCAA-Meister über 1500 m.

## Persönliche Bestzeiten
- 1500 m: 3:35,0 min, 31. August 1983, Koblenz (Zwischenzeit)
  - Halle: 3:38,6 min, 7. Januar 1978, Long Beach (Zwischenzeit)
- 1 Meile: 3:50,73 min, 31. August 1983, Koblenz
  - Halle: 3:55,7 min, 18. Februar 1977, San Diego
- 3000 m: 7:40,52 min, 26. August 1983, Brüssel
  - Halle: 7:57,8 min, 27. Januar 1979, San Francisco
- 5000 m: 13:20,36 min, 22. August 1980, Brüssel